# Sansevieria subspicata
Sansevieria subspicata ist eine Pflanzenart aus der Gattung Sansevieria in der Familie der Spargelgewächse (Asparagaceae). Das Artepitheton subspicata stammt aus dem Lateinischen und bedeutet ‚kleiner (unter) Höchststand‘.

## Beschreibung
Sansevieria subspicata wächst stammlos als ausdauernde, sukkulente Pflanze mit 1,3 bis 2,5 Zentimeter starken, blass gelblich bis braunen Rhizomen. Die vier bis zehn aufrecht stehenden oder zurückgebogen-ausgebreiteten Laubblätter sind lanzettlich geformt. Die einfache Blattspreite ist 23 bis 60 Zentimeter lang und 2,5 bis 5,5 Zentimeter breit. Sie ist von der Mitte oder kurz darüber in einen 4 bis 23 Zentimeter langen und 4 bis sechs Millimeter starken rinnigen Stiel verschmälert. Dieser läuft in eine 4 bis 6 Millimeter lange grüne, weiche, pfriemliche Spreitenspitze aus. Die Blätter sind tiefgrün manchmal schwach bläulich überhaucht. Der Spreitenrand ist grün, im Alter weißlich werdend. Die Blattoberfläche ist glatt.
Die einfach ährigen Blütenstände sind 30 bis 40 Zentimeter hoch. Die Rispen sind locker mit ein bis zwei Blüten pro Büschel besetzt. Das Tragblatt ist 2 bis 6 Millimeter lang und lanzettlich zugespitzt. Der Blütenstiel ist 1 bis 2 Millimeter lang. Die Blütenhüllblätter sind grünlich weiß. Die Blütenröhre ist 2 bis 3 Zentimeter groß. Die weißen Zipfel sind 1,5 bis 2 Zentimeter lang.

## Verbreitung
Sansevieria subspicata ist in Mosambik und teilweise in Südafrika verbreitet.

## Taxonomie
Die Erstbeschreibung erfolgte 1889 durch John Gilbert Baker.

## Nachweise